# Polom (Bochov)
Polom (németül: Pohlem) Bochov településrésze Csehországban a Karlovy Vary-i kerület Karlovy Vary-i járásában. Központi községétől 5,5 km-re délkeletre fekszik. A 2001-es népszámlálási adatok szerint 13 lakóháza és 17 lakosa van.